# Занд, Карл Людвиг
Карл Людвиг Занд (нем. Karl Ludwig Sand; 5 октября 1795, Вунзидель — 20 мая 1820, Мангейм) — немецкий студент, убийца писателя и драматурга Августа фон Коцебу.
Изучал богословие в Тюбингене; в 1815 году вступил волонтёром в число баварских вольных стрелков. После заключения мира продолжал научные занятия в Эрлангене и Йене, увлекаясь господствовавшими тогда в среде молодёжи политическими идеями; принадлежал к числу устроителей Вартбургского празднества. В это время в Мангейме жил Коцебу, известный своими консервативными и пророссийскими убеждениями. 
После появления «Записки о нынешнем положении Германии» Стурдзы, которая была направлена против академической свободы и многими приписывалась Коцебу, у Занда созрело решение убить мнимого автора. В 1819 году он отправился в Мангейм, вошёл в дом к Коцебу и со словами: «вот изменник отечества!» ударил его кинжалом в грудь. В это время в комнату вбежала девочка 3—4 лет, не в состоянии видеть, как девочка плачет и зовет Коцебу, Карл ударил себя в грудь кинжалом, затем выбежал на улицу и нанёс себе ещё одну тяжёлую рану в грудь. Убийцу схватили и отправили сначала в госпиталь, потом в смирительный дом. Не будучи в состоянии говорить, Занд давал показания письменно, твердо стоя на том, что у него не было сообщников, и всё время сохраняя спокойствие духа.
Мангеймский суд приговорил его к смертной казни через обезглавливание; приговор был утверждён великим герцогом Баденским и приведён в исполнение. Из опасений студенческих выступлений казнь состоялась на несколько часов раньше объявленного: не в 11 ч., а в 5 ч. утра. Преступление Занда стало поводом к усилению надзора за германскими университетами.
Среди немецких националистов и либерально настроенной молодёжи имя Занда было окружено настоящим культом. Студенты собирались на сходки на место казни Занда, которое называли местом его вознесения. В России Занда воспел Пушкин в стихотворении «Кинжал»:

О юный праведник, избранник роковой,
О Занд, твой век угас на плахе;
Но добродетели святой
Остался глас в казнённом прахе.
В твоей Германии ты вечной тенью стал,
Грозя бедой преступной силе —
И на торжественной могиле
Горит без надписи кинжал.